# りゅう座ラムダ星
りゅう座λ星は、りゅう座の恒星で4等星。

## 概要
赤色巨星で、その直径は少なくとも0.37au以上はあるものと考えられている。恒星進化論によれば、現在は漸近巨星分枝 (AGB) と呼ばれる段階であり、今後はよりはっきりと脈動を始め、やがて外層を吹き飛ばして白色矮星になるものと予測されている。

## 名称
固有名のギャウサル (Giausar) は、ペルシャ語で月や惑星の軌道の交点を意味する jauzahr に由来している。この言葉が近年になって誤ってこの恒星の名前に使われるようになったものとされる。2017年2月1日に国際天文学連合の恒星の命名に関するワーキンググループ (Working Group on Star Names, WGSN) は、Giausar をりゅう座λ星の固有名として正式に承認した。